# Cazasu
Cazasu – wieś w Rumunii, w okręgu Braiła, w gminie Cazasu. W 2011 roku liczyła 2939 mieszkańców.